# Rudolf Rominger
Rudolf Rominger (ur. 21 sierpnia 1908 w Fex, zm. 8 listopada 1979 w Sankt Moritz) – szwajcarski narciarz alpejski, wielokrotny medalista mistrzostw świata. 
Wziął udział w mistrzostwach świata w Innsbrucku w 1936 roku, zdobywając medale we wszystkich konkurencjach. Najpierw zwyciężył w zjeździe, wyprzedzając Włocha Giacinto Sertorellego i swego rodaka - Heinza von Allmena. Następnie zajął trzecie miejsce w slalomie, plasując się za dwoma Austriakami: Rudolphem Mattem i Eberhardem Kneislem. Ponadto zwyciężył także w kombinacji, przed von Allmenem i Kneislem. Na rozgrywanych rok później mistrzostwach świata w Chamonix najwyższą lokatę wywalczył w slalomie, który ukończył na piątej pozycji. Podczas mistrzostw świata w Engelbergu w 1938 roku był czwarty w slalomie, przegrywając walkę o medal z Austriakiem Hellmutem Lantschnerem. Dzień później był najlepszy w slalomie, wyprzedzając Francuza Émile'a Allaisa i Hellmuta Lantschnera. Następnie zdobył srebrny medal w kombinacji, za Allaisem a przed Lantschnerem. Brał też udział w mistrzostwach świata w Zakopanem w 1939 roku, gdzie zjazd ukończył na dziesiątej pozycji. Dwa dni później zwyciężył w slalomie, pokonując dwóch reprezentantów III Rzeszy: Josefa Jenneweina i Wilhelma Walcha. Ponadto w kombinacji zajął trzecie miejsce, za Jenneweinem i Walchem.
Był 4-krotnym mistrzem Szwajcarii: w kombinacji (1936) i slalomie (1939-1941), a także mistrzem Francji w slalomie (1938).

## Osiągnięcia

### Mistrzostwa świata
| Miejsce | Dzień     | Rok  | Miejscowość | Konkurencja | Czas biegu | Strata    | Zwycięzca          |
| ------- | --------- | ---- | ----------- | ----------- | ---------- | --------- | ------------------ |
| 1.      | 21 lutego | 1936 | Innsbruck   | Zjazd       | 4:29,8     | -         | -                  |
| 3.      | 22 lutego | 1936 | Innsbruck   | Slalom      | 2:18,1     | +4,2      | Rudolph Matt       |
| 1.      | 22 lutego | 1936 | Innsbruck   | Kombinacja  | 443,4 pkt  | -         | -                  |
| 13.     | 13 lutego | 1937 | Chamonix    | Zjazd       | 4:03,4     | +37,0     | Émile Allais       |
| 5.      | 15 lutego | 1937 | Chamonix    | Slalom      | 2:10,8     | +6,4      | Émile Allais       |
| 10.     | 15 lutego | 1937 | Chamonix    | Kombinacja  | 400,4 pkt  | +44,6 pkt | Émile Allais       |
| 4.      | 5 marca   | 1938 | Engelberg   | Zjazd       | 3:17,8     | +8,4      | James Couttet      |
| 1.      | 6 marca   | 1938 | Engelberg   | Slalom      | 3:03,4     | -         | -                  |
| 2.      | 6 marca   | 1938 | Engelberg   | Kombinacja  | 331 pkt    | +4 pkt    | Émile Allais       |
| 10.     | 12 lutego | 1939 | Zakopane    | Zjazd       | 3.26.88    | +12,95    | Hellmut Lantschner |
| 1.      | 14 lutego | 1939 | Zakopane    | Slalom      | 2:01,6     | -         | -                  |
| 3.      | 14 lutego | 1939 | Zakopane    | Kombinacja  | 345,8 pkt  | +7,8 pkt  | Josef Jennewein    |